# 日本アマチュア無線機器工業会
日本アマチュア無線機器工業会（にほんアマチュアむせんききこうぎょうかい、Japan Amateur Radio Industries Association = JAIA）は、アマチュア無線機器（無線機、アンテナ）ならびに関連機材メーカーのJAIA正会員と、アマチュア無線機器販売店のJAIA専門会員によって構成している団体である。

## 概要
活動
- アマチュア無線に関する法令・制度の調査・研究し、養成課程講習会、無線従事者国家試験に関する援助・促進
  - 日本アマチュア無線振興協会が実施する第三級・第四級アマチュア無線技士養成課程講習会の事務一部代行機関としてとして専門会員が養成課程講習会の企画と申込受付を担当する。
- アマチュア無線機器及び関連機器の技術基準、規格の統一及び測定法の制定、新技術の調査・研究
- 電波障害の防止のための調査・研究、共同実験の企画・実行
- アマチュア無線機器及び関連機器の製造にあたり電波環境を保護する管理、無線通信妨害対策の実態の把握

## 沿革
設立
1971年（昭和46年）9月に日本アマチュア無線連盟(JARL)は、バンドプラン（総務省告示アマチュア業務に使用する電波の型式及び周波数の使用区別の前身で当時はJARL制定の紳士協定）の一環として「V･UHF帯使用区分」（チャンネルプラン）を制定した。
この中で、車載機として普及しつつあった50Mc帯、144Mc帯FM機器のチャンネルの周波数間隔を40kcとし番号を指定した。
このプランを無線機メーカーが受け入れるにあたり12月に設立したのが本工業会である。
注　当時の周波数の単位はc/s（サイクル/秒）、Hz（ヘルツ）に相当
JAIAフェア
- 1973年（昭和48年）4月に加盟各社による機器の展示会を第一回JAIAフェアとして、東京で実施。
- 1982年（昭和57年）まで4月に単独で実施されていた（東京が主だが、大阪、名古屋で実施した年もあった）。
- 1983年（昭和58年）からはJARLが実施するアマチュア無線フェスティバル（8月実施）の一部門となった。「JAIAコーナー」として展示している。

2001年に、結成当初からの会員企業であった八重洲無線（≒日本マランツ、バーテックススタンダード）が脱退した。

## アワード
JCA、JAIAアワード（夏季限定）のアワードを発行している。